# A Camp (album)
A Camp è il primo ed eponimo album in studio del gruppo musicale svedese A Camp, pubblicato nel 2001.

## Tracce
Tutte le tracce sono state scritte da Nina Persson e Niclas Frisk, eccetto dove indicato.
1. Frequent Flyer (Nina Persson, Nathan Larson) – 3:22
2. I Can Buy You – 3:49
3. Angel of Sadness – 4:22
4. Such a Bad Comedown – 3:59
5. Song for the Leftovers – 3:38
6. Walking the Cow (Daniel Johnston) – 3:04
7. Hard as a Stone – 2:28
8. Algebra (Nina Persson) – 3:33
9. Silent Night – 4:42
10. The Same Old Song – 5:33
11. The Oddness of the Lord – 3:28
12. Rock 'n' Roll Ghost (Paul Westerberg) – 3:59
13. The Bluest Eyes in Texas (Van Stephenson, Dave Robbins, Tim DuBois) – 5:04
14. Elephant (Nina Persson, Mark Linkous) – 4:19